# WTA 500
WTA 500 je tenisová kategorie ženského profesionálního okruhu WTA Tour hraná od sezóny 2021, která nahradila třetí, nejníže postavenou úroveň kategorie Premier – Premier 700, existující v letech 2009–2020. Ta navázala na předcházející kategorii Tier II. Vítězky dvouhry a čtyřhry do žebříčku WTA získávají 470 bodů. Přibližný rozpočet turnajů činí 500 tisíc dolarů. Změny vedly ke sjednocení s názvy kategorií mužského okruhu ATP Tour, kde odpovídající úroveň představuje ATP Tour 500.
V rámci ženského profesionálního okruhu je WTA 500 začleněna do systému kategorií rozdělených podle výše přidělovaných bodů, dotací a finančních odměn hráčkám. V nejvyšší kategorii Grand Slamu šampionky získávají 2 000 bodů, na Turnaji mistryň se může jednat až o 1 500 bodů, ve třetí nejvyšší úrovni WTA 1000 si vítězky připisují tisíc či 900 bodů a v nejnižší etáži WTA 250 pak 280 bodů. Ohodnocení se tak mírně liší od mužské túry ATP.
Historicky prvním turnajem z kategorie WTA 500 se stal Abu Dhabi WTA Women’s Tennis Open v Abú Zabí, konaný v první polovině ledna 2021 jako zahajovací událost sezóny ovlivněné koronavirovou pandemií.

## Turnajová listina
| Turnaje kategorie WTA 500 | Turnaje kategorie WTA 500        | Turnaje kategorie WTA 500 | Turnaje kategorie WTA 500 | Turnaje kategorie WTA 500 | Turnaje kategorie WTA 500                     |
| Turnaj                    | komerční název                   | město                     | stát                      | povrch                    | dějiště                                       |
| ------------------------- | -------------------------------- | ------------------------- | ------------------------- | ------------------------- | --------------------------------------------- |
| Brisbane                  | Brisbane International           | Brisbane                  | Austrálie                 | tvrdý                     | Tennyson Tennis Centre                        |
| Adelaide                  | Adelaide International           | Adelaide                  | Austrálie                 | tvrdý                     | Memorial Drive Tennis Centre                  |
| Linec                     | Upper Austria Ladies Linz        | Linec                     | Rakousko                  | tvrdý (h)                 | TipsArena Linz                                |
| Abú Zabí                  | Mubadala Abu Dhabi Open          | Abú Zabí                  | SAE                       | tvrdý                     | Zayed Sports City International Tennis Centre |
| Mérida Open               | Mérida Open Akron                | Mérida                    | Mexiko                    | tvrdý                     | Yucatán Country Club                          |
| Charleston                | Credit One Charleston Open       | Charleston                | Spojené státy             | zelená antuka             | Family Circle Tennis Center                   |
| Stuttgart                 | Porsche Tennis Grand Prix        | Stuttgart                 | Německo                   | antuka (h)                | Porsche-Arena                                 |
| Štrasburk                 | Internationaux de Strasbourg     | Štrasburk                 | Francie                   | antuka                    | Strasbourg Tennis Club                        |
| Berlín                    | bett1open                        | Berlín                    | Německo                   | tráva                     | LTTC Rot-Weiß                                 |
| Bad Homburg               | Bad Homburg Open                 | Bad Homburg               | Německo                   | tráva                     | TC Bad Homburg                                |
| Londýn                    | cinch Championships              | Londýn                    | Spojené království        | tráva                     | Queen's Club                                  |
| Washington, D.C.          | Mubadala Citi DC Open            | Washington, D.C.          | Spojené státy             | tvrdý                     | William H.G. FitzGerald Tennis Center         |
| Monterrey                 | Abierto GNP Seguros              | Monterrey                 | Mexiko                    | tvrdý                     | Club Sonoma                                   |
| Guadalajara               | Guadalajara Open Akron           | Guadalajara               | Mexiko                    | tvrdý                     | Panamerické tenisové centrum                  |
| Soul                      | Hana Bank Korea Open             | Soul                      | Jižní Korea               | tvrdý                     | Tenisové centrum Olympijského parku           |
| Ning-po                   | Ningbo International Tennis Open | Ning-po                   | Čína                      | tvrdý                     | Ningbo (Yinzhou) Tennis Center                |
| Tokio                     | Toray Pan Pacific Open           | Tokio                     | Japonsko                  | tvrdý                     | Ariake Coliseum                               |

## Vyřazené turnaje
| Vyřazené turnaje kategorie WTA 500 | Vyřazené turnaje kategorie WTA 500    | Vyřazené turnaje kategorie WTA 500 | Vyřazené turnaje kategorie WTA 500 | Vyřazené turnaje kategorie WTA 500 | Vyřazené turnaje kategorie WTA 500   | Vyřazené turnaje kategorie WTA 500 | Vyřazené turnaje kategorie WTA 500                    |
| Turnaj                             | komerční název                        | město                              | stát                               | povrch                             | tenisový areál                       | období                             | důvod                                                 |
| ---------------------------------- | ------------------------------------- | ---------------------------------- | ---------------------------------- | ---------------------------------- | ------------------------------------ | ---------------------------------- | ----------------------------------------------------- |
| Melbourne                          | Gippsland Trophy                      | Melbourne                          | Austrálie                          | tvrdý                              | Melbourne Park                       | 2021                               | zrušeno                                               |
| Melbourne                          | Yarra Valley Classic                  | Melbourne                          | Austrálie                          | tvrdý                              | Melbourne Park                       | 2021                               | zrušeno                                               |
| Melbourne                          | Grampians Trophy                      | Melbourne                          | Austrálie                          | tvrdý                              | Melbourne Park                       | 2021                               | zrušeno                                               |
| Chicago                            | Chicago Fall Tennis Classic           | Chicago                            | Spojené státy                      | tvrdý                              | XS Tennis and Education Foundation   | 2021                               | zrušeno                                               |
| Moskva                             | VTB Kremlin Cup                       | Moskva                             | Rusko                              | tvrdý (h)                          | Ledový palác Krylatskoje             | 2021                               | zrušeno v důsledku ruské invaze na Ukrajinu           |
| Petrohrad                          | St. Petersburg Ladies Trophy          | Petrohrad                          | Rusko                              | tvrdý (h)                          | Sibur Arena                          | 2021–2022                          | zrušeno v důsledku ruské invaze na Ukrajinu           |
| Ostrava                            | AGEL Open                             | Ostrava                            | Česko                              | tvrdý (h)                          | Ostravar Aréna                       | 2021–2022                          | zrušeno kvůli návratu turnajů do Číny                 |
| San José                           | Mubadala Silicon Valley Classic       | San José                           | Spojené státy                      | tvrdý                              | San José State University            | 2021-2022                          | sloučení se Citi Open do Mubadala Citi DC Open        |
| Dauhá                              | Qatar Total Open                      | Dauhá                              | Katar                              | tvrdý                              | Khalifa International Tennis Complex | 2021, 2023                         | přesunuto do kategorie WTA 1000                       |
| Dubaj                              | Dubai Duty Free Tennis Championships  | Dubaj                              | SAE                                | tvrdý                              | Aviation Club Tennis Centre          | 2022                               | přesunuto do kategorie WTA 1000                       |
| Čeng-čou                           | Bank of Communications Zhengzhou Open | Čeng-čou                           | Čína                               | tvrdý                              | Čengčouské tenisové centrum          | 2023                               | přechod licence WTA 500 na Ningbo Open                |
| Eastbourne                         | Rothesay International                | Eastbourne                         | Spojené království                 | tráva                              | Devonshire Park Lawn Tennis Club     | 2021–2024                          | přechod licence WTA 500 na Queen's Club Championships |
| San Diego                          | Cymbiotika San Diego Open             | San Diego                          | Spojené státy                      | tvrdý                              | Barnes Tennis Center                 | 2022–2024                          | přechod licence WTA 500 na Mérida Open                |

## Rozpis bodů
Tabulka přidělovaných bodů hráčkám na turnajích v kategorii WTA 500 od roku 2024.
| WTA 500 (64/56/48D)                                                                                             | 500 | 325 | 195 | 108 | 60 | 32 | 1 | 25 | – | 13 | 1 |
| WTA 500 (32/30/28D)                                                                                             | 500 | 325 | 195 | 108 | 60 | 1  | – | 25 | – | 13 | 1 |
| WTA 500 (28Č)                                                                                                   | 500 | 325 | 195 | 108 | 60 | 1  | – | –  | – | –  | – |
| WTA 500 (16Č)                                                                                                   | 500 | 325 | 195 | 108 | 1  | –  | – | –  | – | –  | – |
| QV – vítězka kvalifikace, Q1–3 – 1. až 3. kolo kvalifikace, (xS/D) – „x“ počet hráček v soutěži dvouhry/čtyřhry |     |     |     |     |    |    |   |    |   |    |   |

Tabulka přidělovaných bodů hráčkám na turnajích v kategorii WTA 500 v letech 2021–2023.
| WTA 500 (64/56S)                                                                                                | 470 | 305 | 185 | 100 | 55 | 30 | 1 | 25 | —  | 13 | 1 |
| WTA 500 (32/30/28S)                                                                                             | 470 | 305 | 185 | 100 | 55 | 1  | — | 25 | 18 | 13 | 1 |
| WTA 500 (28D)                                                                                                   | 470 | 305 | 185 | 100 | 55 | 1  | — | —  | —  | —  | – |
| WTA 500 (16D)                                                                                                   | 470 | 305 | 185 | 100 | 1  | —  | — | —  | —  | —  | – |
| QV – vítězka kvalifikace, Q1–3 – 1. až 3. kolo kvalifikace, (xS/D) – „x“ počet hráček v soutěži dvouhry/čtyřhry |     |     |     |     |    |    |   |    |    |    |   |

## Seznam vítězek

### 2021
| Turnaj      | Vítězky                                 | Finalistky                                      | Výsledek                       |
| ----------- | --------------------------------------- | ----------------------------------------------- | ------------------------------ |
| WTA 500     |                                         |                                                 |                                |
| Abú Zabí    | Aryna Sabalenková                       | Veronika Kuděrmetovová                          | 6–2, 6–2                       |
| Abú Zabí    | Šúko Aojamová Ena Šibaharaová           | Hayley Carterová Luisa Stefaniová               | 7–6(7–5), 6–4                  |
| Brisbane    | zrušeno pro pandemii covidu-19          | zrušeno pro pandemii covidu-19                  | zrušeno pro pandemii covidu-19 |
| Melbourne 1 | Elise Mertensová                        | Kaia Kanepiová                                  | 6–4, 6–1                       |
| Melbourne 1 | Barbora Krejčíková Kateřina Siniaková   | Čan Chao-čching Latisha Chan                    | 6–3, 7–6(7–4)                  |
| Melbourne 2 | Ashleigh Bartyová                       | Garbiñe Muguruzaová                             | 7–6(7–3), 6–4                  |
| Melbourne 2 | Šúko Aojamová Ena Šibaharaová           | Anna Kalinská Viktória Kužmová                  | 6–3, 6–4                       |
| Melbourne 3 | Anett Kontaveitová a Ann Liová          | Anett Kontaveitová a Ann Liová                  | nehráno                        |
| Adelaide    | Iga Świąteková                          | Belinda Bencicová                               | 6–2, 6–2                       |
| Adelaide    | Alexa Guarachiová Desirae Krawczyková   | Hayley Carterová Luisa Stefaniová               | 6–7(4–7), 6–4, [10–3]          |
| Dauhá       | Petra Kvitová                           | Garbiñe Muguruzaová                             | 6–2, 6–1                       |
| Dauhá       | Nicole Melicharová Demi Schuursová      | Monica Niculescuová Jeļena Ostapenková          | 6–2, 2–6, [10–8]               |
| Petrohrad   | Darja Kasatkinová                       | Margarita Gasparjanová                          | 6–3, 2–1skreč                  |
| Petrohrad   | Nadija Kičenoková Ioana Raluca Olaruová | Kaitlyn Christianová Sabrina Santamariová       | 2–6, 6–3, [10–8]               |
| Charleston  | Veronika Kuděrmetovová                  | Danka Kovinićová                                | 6–4, 6–2                       |
| Charleston  | Nicole Melicharová Demi Schuursová      | Marie Bouzková Lucie Hradecká                   | 6–2, 6–4                       |
| Stuttgart   | Ashleigh Bartyová                       | Aryna Sabalenková                               | 3–6, 6–0, 6–3                  |
| Stuttgart   | Ashleigh Bartyová Jennifer Bradyová     | Desirae Krawczyková Bethanie Matteková-Sandsová | 6–4, 5–7, [10–5]               |
| Berlín      | Ljudmila Samsonovová                    | Belinda Bencicová                               | 1–6, 6–1, 6–3                  |
| Berlín      | Viktoria Azarenková Aryna Sabalenková   | Nicole Melicharová Demi Schuursová              | 4–6, 7–5, [10–4]               |
| Eastbourne  | Jeļena Ostapenková                      | Anett Kontaveitová                              | 6–3, 6–3                       |
| Eastbourne  | Šúko Aojamová Ena Šibaharaová           | Nicole Melicharová Demi Schuursová              | 6–1, 6–4                       |
| San José    | Danielle Collinsová                     | Darja Kasatkinová                               | 6–3, 6–7(10–12), 6–1           |
| San José    | Darija Juraková Andreja Klepačová       | Gabriela Dabrowská Luisa Stefaniová             | 6–1, 7–5                       |
| Čeng-čou    | zrušeno pro pandemii covidu-19          | zrušeno pro pandemii covidu-19                  | zrušeno pro pandemii covidu-19 |
| Tokio       | zrušeno pro pandemii covidu-19          | zrušeno pro pandemii covidu-19                  | zrušeno pro pandemii covidu-19 |
| Ostrava     | Anett Kontaveitová                      | Maria Sakkariová                                | 6–2, 7–5                       |
| Ostrava     | Sania Mirzaová Čang Šuaj                | Kaitlyn Christianová Erin Routliffeová          | 6–3, 6–2                       |
| Chicago     | Garbiñe Muguruzaová                     | Ons Džabúrová                                   | 3–6, 6–3, 6–0                  |
| Chicago     | Květa Peschkeová Andrea Petkovicová     | Caroline Dolehideová Coco Vandewegheová         | 6–3, 6–1                       |
| Moskva      | Anett Kontaveitová                      | Jekatěrina Alexandrovová                        | 4–6, 6–4, 7–5                  |
| Moskva      | Jeļena Ostapenková Kateřina Siniaková   | Nadija Kičenoková Ioana Raluca Olaruová         | 6–2, 4–6, [10–8]               |

### 2022
| Turnaj     | Vítězky                                 | Finalistky                                     | Výsledek              |
| ---------- | --------------------------------------- | ---------------------------------------------- | --------------------- |
| WTA 500    |                                         |                                                |                       |
| Adelaide   | Ashleigh Bartyová                       | Jelena Rybakinová                              | 6–3, 6–2              |
| Adelaide   | Ashleigh Bartyová Storm Sandersová      | Darija Juraková Schreiberová Andreja Klepačová | 6–1, 6–4              |
| Sydney     | Paula Badosová                          | Barbora Krejčíková                             | 6–3, 4–6, 7–6(7–4)    |
| Sydney     | Anna Danilinová Beatriz Haddad Maiová   | Vivian Heisenová Panna Udvardyová              | 4–6, 7–5, [10–8]      |
| Petrohrad  | Anett Kontaveitová                      | Maria Sakkariová                               | 5–7, 7–6(7–4), 7–5    |
| Petrohrad  | Anna Kalinská Caty McNallyová           | Alicja Rosolská Erin Routliffeová              | 6–3, 6–7(5–7), [10–4] |
| Dubaj      | Jeļena Ostapenková                      | Veronika Kuděrmetovová                         | 6–0, 6–4              |
| Dubaj      | Veronika Kuděrmetovová Elise Mertensová | Ljudmyla Kičenoková Jeļena Ostapenková         | 6–1, 6–3              |
| Charleston | Belinda Bencicová                       | Ons Džabúrová                                  | 6–1, 5–7, 6–4         |
| Charleston | Andreja Klepačová Magda Linetteová      | Lucie Hradecká Sania Mirzaová                  | 6–2, 4–6, [10–7]      |
| Stuttgart  | Iga Świąteková                          | Aryna Sabalenková                              | 6–2, 6–2              |
| Stuttgart  | Desirae Krawczyková Demi Schuursová     | Čang Šuaj Cori Gauffová                        | 6–3, 6–4              |
| Berlín     | Ons Džabúrová                           | Belinda Bencicová                              | 6–3, 2–1skreč         |
| Berlín     | Storm Sandersová Kateřina Siniaková     | Alizé Cornetová Jil Teichmannová               | 6–4, 6–3              |
| Eastbourne | Petra Kvitová                           | Jeļena Ostapenková                             | 6–3, 6–2              |
| Eastbourne | Aleksandra Krunićová Magda Linetteová   | Ljudmyla Kičenoková Jeļena Ostapenková         | bez boje              |
| San José   | Darja Kasatkinová                       | Shelby Rogersová                               | 6–7(2–7), 6–1, 6–2    |
| San José   | Sü I-fan Jang Čao-süan                  | Šúko Aojamová Čan Chao-čching                  | 7–5, 6–0              |
| Tokio      | Ljudmila Samsonovová                    | Čeng Čchin-wen                                 | 7–5, 7–5              |
| Tokio      | Gabriela Dabrowská Giuliana Olmosová    | Nicole Melichar-Martinezová Ellen Perezová     | 6–4, 6–4              |
| Ostrava    | Barbora Krejčíková                      | Iga Świąteková                                 | 5–7, 7–6(7–4), 6–3    |
| Ostrava    | Caty McNallyová Alycia Parksová         | Alicja Rosolská Erin Routliffeová              | 6–3, 6–2              |
| San Diego  | Iga Świąteková                          | Donna Vekićová                                 | 6–3, 3–6, 6–0         |
| San Diego  | Coco Gauffová Jessica Pegulaová         | Gabriela Dabrowská Giuliana Olmosová           | 1–6, 7–5, [10–4]      |

### 2023
| Turnaj           | Vítězky                                 | Finalistky                                    | Výsledek               |
| ---------------- | --------------------------------------- | --------------------------------------------- | ---------------------- |
| WTA 500          |                                         |                                               |                        |
| Adelaide         | Aryna Sabalenková                       | Linda Nosková                                 | 6–3, 7–6(7–4)          |
| Adelaide         | Asia Muhammadová Taylor Townsendová     | Storm Hunterová Kateřina Siniaková            | 6–2, 7–6(7–2)          |
| Adelaide         | Belinda Bencicová                       | Darja Kasatkinová                             | 6–0, 6–2               |
| Adelaide         | Luisa Stefaniová Taylor Townsendová     | Anastasija Pavljučenkovová Jelena Rybakinová  | 7–5, 7–6(7–3)          |
| Abú Zabí         | Belinda Bencicová                       | Ljudmila Samsonovová                          | 1–6, 7–6(10–8), 6–4    |
| Abú Zabí         | Luisa Stefaniová Čang Šuaj              | Šúko Aojamová Čan Chao-čching                 | 3–6, 6–2, [10–8]       |
| Dauhá            | Iga Świąteková                          | Jessica Pegulaová                             | 6–3, 6–0               |
| Dauhá            | Coco Gauffová Jessica Pegulaová         | Ljudmyla Kičenoková Jeļena Ostapenková        | 6–4, 2–6, [10–7]       |
| Charleston       | Ons Džabúrová                           | Belinda Bencicová                             | 7–6(8–6), 6–4          |
| Charleston       | Danielle Collinsová Desirae Krawczyková | Giuliana Olmosová Ena Šibaharaová             | 0–6, 6–4, [14–12]      |
| Stuttgart        | Iga Świąteková                          | Aryna Sabalenková                             | 6–3, 6–4               |
| Stuttgart        | Desirae Krawczyková Demi Schuursová     | Nicole Melichar-Martinezová Giuliana Olmosová | 6–4, 6–1               |
| Berlín           | Petra Kvitová                           | Donna Vekićová                                | 6–2, 7–6(8–6)          |
| Berlín           | Caroline Garciaová Luisa Stefaniová     | Kateřina Siniaková Markéta Vondroušová        | 4–6, 7–6(10–8), [10–4] |
| Eastbourne       | Madison Keysová                         | Darja Kasatkinová                             | 6–2, 7–6(15–13)        |
| Eastbourne       | Desirae Krawczyková Demi Schuursová     | Nicole Melichar-Martinezová Ellen Perezová    | 6–2, 6–4               |
| Washington, D.C. | Coco Gauffová                           | Maria Sakkariová                              | 6–2, 6–3               |
| Washington, D.C. | Laura Siegemundová Věra Zvonarevová     | Alexa Guarachiová Monica Niculescuová         | 6–4, 6–4               |
| San Diego        | Barbora Krejčíková                      | Sofia Keninová                                | 6–4, 2–6, 6–4          |
| San Diego        | Barbora Krejčíková Kateřina Siniaková   | Danielle Collinsová Coco Vandewegheová        | 6–1, 6–4               |
| Tokio            | Veronika Kuděrmetovová                  | Jessica Pegulaová                             | 7–5, 6–1               |
| Tokio            | Ulrikke Eikeriová Ingrid Neelová        | Eri Hozumiová Makoto Ninomijová               | 3–6, 7–5, [10–5]       |
| Čeng-čou         | Čeng Čchin-wen                          | Barbora Krejčíková                            | 2–6, 6–2, 6–4          |
| Čeng-čou         | Gabriela Dabrowská Erin Routliffeová    | Šúko Aojamová Ena Šibaharaová                 | 6–2, 6–4               |

### 2024
| Turnaj           | Vítězky                                          | Finalistky                                 | Výsledek                |
| ---------------- | ------------------------------------------------ | ------------------------------------------ | ----------------------- |
| WTA 500          |                                                  |                                            |                         |
| Brisbane         | Jelena Rybakinová                                | Aryna Sabalenková                          | 6–0, 6–3                |
| Brisbane         | Ljudmyla Kičenoková Jeļena Ostapenková           | Greet Minnenová Heather Watsonová          | 7–5, 6–2                |
| Adelaide         | Jeļena Ostapenková                               | Darja Kasatkinová                          | 6–3, 6–2                |
| Adelaide         | Beatriz Haddad Maiová Taylor Townsendová         | Caroline Garciaová Kristina Mladenovicová  | 7–5, 6–3                |
| Linec            | Jeļena Ostapenková                               | Jekatěrina Alexandrovová                   | 6–2, 6–3                |
| Linec            | Sara Erraniová Jasmine Paoliniová                | Nicole Melichar-Martinezová Ellen Perezová | 7–5, 4–6, [10–7]        |
| Abú Zabí         | Jelena Rybakinová                                | Darja Kasatkinová                          | 6–1, 6–4                |
| Abú Zabí         | Sofia Keninová Bethanie Mattek-Sandsová          | Linda Nosková Heather Watsonová            | 6–4, 7–6(7–4)           |
| San Diego        | Katie Boulterová                                 | Marta Kosťuková                            | 5–7, 6–2, 6–2           |
| San Diego        | Nicole Melichar-Martinezová Ellen Perezová       | Desirae Krawczyková Jessica Pegulaová      | 6–1, 6–2                |
| Charleston       | Danielle Collinsová                              | Darja Kasatkinová                          | 6–2, 6–1                |
| Charleston       | Ashlyn Kruegerová Sloane Stephensová             | Ljudmyla Kičenoková Nadija Kičenoková      | 1–6, 6–3, [10–7]        |
| Stuttgart        | Jelena Rybakinová                                | Marta Kosťuková                            | 6–2, 6–2                |
| Stuttgart        | Čan Chao-čching Veronika Kuděrmetovová           | Ulrikke Eikeriová Ingrid Neelová           | 4–6, 6–3, [10–2]        |
| Štrasburk        | Madison Keysová                                  | Danielle Collinsová                        | 6–1, 6–2                |
| Štrasburk        | Cristina Bucșová Monica Niculescuová             | Asia Muhammadová Aldila Sutjiadiová        | 3–6, 6–4, [10–6]        |
| Berlín           | Jessica Pegulaová                                | Anna Kalinská                              | 6–7(0–7), 6–4, 7–6(7–3) |
| Berlín           | Wang Sin-jü Čeng Saj-saj                         | Čan Chao-čching Veronika Kuděrmetovová     | 6–2, 7–5                |
| Bad Homburg      | Diana Šnajderová                                 | Donna Vekićová                             | 6–3, 2–6, 6–3           |
| Bad Homburg      | Nicole Melichar-Martinezová Ellen Perezová       | Čan Chao-čching Veronika Kuděrmetovová     | 4–6, 6–3, [10–8]        |
| Eastbourne       | Darja Kasatkinová                                | Leylah Fernandezová                        | 6–3, 6–4                |
| Eastbourne       | Ljudmyla Kičenoková Jeļena Ostapenková           | Gabriela Dabrowská Erin Routliffeová       | 5–7, 7–6(7–2), [10–8]   |
| Washington, D.C. | Paula Badosová                                   | Marie Bouzková                             | 6–1, 4–6, 6–4           |
| Washington, D.C. | Asia Muhammadová Taylor Townsendová              | Ťiang Sin-jü Wu Fang-sien                  | 7–6(7–0), 6–3           |
| Monterrey        | Linda Nosková                                    | Lulu Sunová                                | 7–6(8–6), 6–4           |
| Monterrey        | Kuo Chan-jü Monica Niculescuová                  | Giuliana Olmosová Alexandra Panovová       | 3–6, 6–3, [10–4]        |
| Guadalajara      | Magdalena Fręchová                               | Olivia Gadecká                             | 7–6(7–5), 6–4           |
| Guadalajara      | Anna Danilinová Irina Chromačovová               | Oxana Kalašnikovová Kamilla Rachimovová    | 2–6, 7–5, [10–7]        |
| Soul             | Beatriz Haddad Maiová                            | Darja Kasatkinová                          | 1–6, 6–4, 6–1           |
| Soul             | Nicole Melichar-Martinezová Ljudmila Samsonovová | Miju Katová Čang Šuaj                      | 6–1, 6–0                |
| Ning-po          | Darja Kasatkinová                                | Mirra Andrejevová                          | 6–0, 4–6, 6–4           |
| Ning-po          | Demi Schuursová Jüan Jüe                         | Nicole Melichar-Martinezová Ellen Perezová | 6–3, 6–3                |
| Tokio            | Čeng Čchin-wen                                   | Sofia Keninová                             | 7–6(7–5), 6–3           |
| Tokio            | Šúko Aojamová Eri Hozumiová                      | Ena Šibaharaová Laura Siegemundová         | 6–4, 7–6(7–3)           |

### 2025
| Turnaj           | Vítězky                              | Finalistky                               | Výsledek              |
| ---------------- | ------------------------------------ | ---------------------------------------- | --------------------- |
| WTA 500          |                                      |                                          |                       |
| Brisbane         | Aryna Sabalenková                    | Polina Kuděrmetovová                     | 4–6, 6–3, 6–2         |
| Brisbane         | Mirra Andrejevová Diana Šnajderová   | Priscilla Honová Anna Kalinská           | 7–6(8–6), 7–5         |
| Adelaide         | Madison Keysová                      | Jessica Pegulaová                        | 6–3, 4–6, 6–1         |
| Adelaide         | Kuo Chan-jü Alexandra Panovová       | Beatriz Haddad Maiová Laura Siegemundová | 7–5, 6–4              |
| Linec            | Jekatěrina Alexandrovová             | Dajana Jastremská                        | 6–2, 3–6, 7–5         |
| Linec            | Tímea Babosová Luisa Stefaniová      | Ljudmyla Kičenoková Nadija Kičenoková    | 3–6, 7–5, [10–4]      |
| Abú Zabí         | Belinda Bencicová                    | Ashlyn Kruegerová                        | 4–6, 6–1, 6–1         |
| Abú Zabí         | Jeļena Ostapenková Ellen Perezová    | Kristina Mladenovicová Čang Šuaj         | 6–2, 6–1              |
| Mérida           | Emma Navarrová                       | Emiliana Arangová                        | 6–0, 6–0              |
| Mérida           | Katarzyna Piterová Majar Šarífová    | Anna Danilinová Irina Chromačovová       | 7–6(7–2), 7–5         |
| Charleston       | Jessica Pegulaová                    | Sofia Keninová                           | 6–3, 7–5              |
| Charleston       | Jeļena Ostapenková Erin Routliffeová | Caroline Dolehideová Desirae Krawczyková | 6–4, 6–2              |
| Stuttgart        | Jeļena Ostapenková                   | Aryna Sabalenková                        | 6–4, 6–1              |
| Stuttgart        | Gabriela Dabrowská Erin Routliffeová | Jekatěrina Alexandrovová Čang Šuaj       | 6–3, 6–3              |
| Štrasburk        | Jelena Rybakinová                    | Ljudmila Samsonovová                     | 6–1, 6–7(2–7), 6–1    |
| Štrasburk        | Tímea Babosová Luisa Stefaniová      | Kuo Chan-jü Nicole Melichar-Martinezová  | 6–3, 6–7(4–7), [10–7] |
| Londýn, Queen's  | Tatjana Mariová                      | Amanda Anisimovová                       | 6–3, 6–4              |
| Londýn, Queen's  | Asia Muhammadová Demi Schuursová     | Anna Danilinová Diana Šnajderová         | 7–5, 6–7(3–7), [10–4] |
| Berlín           | Markéta Vondroušová                  | Wang Sin-jü                              | 7–6(12–10), 4–6, 6–2  |
| Berlín           | Tereza Mihalíková Olivia Nichollsová | Sara Erraniová Jasmine Paoliniová        | 4−6, 6−2, [10−6]      |
| Bad Homburg      | Jessica Pegulaová                    | Iga Świąteková                           | 6–4, 7–5              |
| Bad Homburg      | Kuo Chan-jü Alexandra Panovová       | Ljudmyla Kičenoková Ellen Perezová       | 4−6, 7−6(7−4), [10−5] |
| Washington, D.C. | Leylah Fernandezová                  | Anna Kalinská                            | 6–1, 6–2              |
| Washington, D.C. | Taylor Townsendová Čang Šuaj         | Caroline Dolehideová Sofia Keninová      | 6–1, 6–1              |
| Monterrey        | neznámá vlajka                       | neznámá vlajka                           |                       |
| Monterrey        | neznámá vlajka · neznámá vlajka      | neznámá vlajka · neznámá vlajka          |                       |
| Guadalajara      | neznámá vlajka                       | neznámá vlajka                           |                       |
| Guadalajara      | neznámá vlajka · neznámá vlajka      | neznámá vlajka · neznámá vlajka          |                       |
| Soul             | neznámá vlajka                       | neznámá vlajka                           |                       |
| Soul             | neznámá vlajka · neznámá vlajka      | neznámá vlajka · neznámá vlajka          |                       |
| Ning-po          | neznámá vlajka                       | neznámá vlajka                           |                       |
| Ning-po          | neznámá vlajka · neznámá vlajka      | neznámá vlajka · neznámá vlajka          |                       |
| Tokio            | neznámá vlajka                       | neznámá vlajka                           |                       |
| Tokio            | neznámá vlajka · neznámá vlajka      | neznámá vlajka · neznámá vlajka          |                       |

## Přehled titulů (vícenásobné vítězky)
| Nejvíce titulů ve dvouhře     | Nejvíce titulů ve dvouhře | Nejvíce titulů ve dvouhře |
| Pořadí                        | hráčka                    | titulů                    |
| ----------------------------- | ------------------------- | ------------------------- |
| 1.                            | Iga Świąteková            | 5                         |
| 1.                            | Jeļena Ostapenková        | 5                         |
| 3.                            | Darja Kasatkinová         | 4                         |
| 3.                            | Belinda Bencicová         | 4                         |
| 3.                            | Jelena Rybakinová         | 4                         |
| 6.                            | Ashleigh Bartyová         | 3                         |
| 6.                            | Anett Kontaveitová        | 3                         |
| 6.                            | Petra Kvitová             | 3                         |
| 6.                            | Aryna Sabalenková         | 3                         |
| 6.                            | Madison Keysová           | 3                         |
| 6.                            | Jessica Pegulaová         | 3                         |
| 12.                           | Ljudmila Samsonovová      | 2                         |
| 12.                           | Ons Džabúrová             | 2                         |
| 12.                           | Barbora Krejčíková        | 2                         |
| 12.                           | Veronika Kuděrmetovová    | 2                         |
| 12.                           | Danielle Collinsová       | 2                         |
| 12.                           | Paula Badosová            | 2                         |
| 12.                           | Čeng Čchin-wen            | 2                         |
| aktualizováno k červenci 2025 |                           |                           |

| Nejvíce titulů ve čtyřhře     | Nejvíce titulů ve čtyřhře   | Nejvíce titulů ve čtyřhře |
| Pořadí                        | hráčka                      | titulů                    |
| ----------------------------- | --------------------------- | ------------------------- |
| 1.                            | Demi Schuursová             | 7                         |
| 2.                            | Desirae Krawczyková         | 5                         |
| 2.                            | Kateřina Siniaková          | 5                         |
| 2.                            | Nicole Melichar-Martinezová | 5                         |
| 2.                            | Jeļena Ostapenková          | 5                         |
| 2.                            | Luisa Stefaniová            | 5                         |
| 2.                            | Taylor Townsendová          | 5                         |
| 8.                            | Šúko Aojamová               | 4                         |
| 9.                            | Ena Šibaharaová             | 3                         |
| 9.                            | Ellen Perezová              | 3                         |
| 9.                            | Gabriela Dabrowská          | 3                         |
| 9.                            | Erin Routliffeová           | 3                         |
| 9.                            | Asia Muhammadová            | 3                         |
| 9.                            | Kuo Chan-jü                 | 3                         |
| 9.                            | Čang Šuaj                   | 3                         |
| 14.                           | Ashleigh Bartyová           | 2                         |
| 14.                           | Andreja Klepačová           | 2                         |
| 14.                           | Storm Hunterová             | 2                         |
| 14.                           | Magda Linetteová            | 2                         |
| 14.                           | Caty McNallyová             | 2                         |
| 14.                           | Coco Gauffová               | 2                         |
| 14.                           | Jessica Pegulaová           | 2                         |
| 14.                           | Barbora Krejčíková          | 2                         |
| 14.                           | Beatriz Haddad Maiová       | 2                         |
| 14.                           | Veronika Kuděrmetovová      | 2                         |
| 14.                           | Ljudmyla Kičenoková         | 2                         |
| 14.                           | Monica Niculescuová         | 2                         |
| 14.                           | Anna Danilinová             | 2                         |
| 14.                           | Tímea Babosová              | 2                         |
| 14.                           | Alexandra Panovová          | 2                         |
| aktualizováno k červenci 2025 |                             |                           |